# Список умерших в 1984 году
В этой статье представлен список известных людей, умерших в 1984 году.
См. также: Категория:Умершие в 1984 году

## Январь
- 1 января — Борис Головин (67) — советский лингвист.
- 1 января — Алексис Корнер (55) — музыкант, один из главных пропагандистов ритм-энд-блюза в 60-е годы.
- 1 января — Иван Корольков (64) — участник Великой Отечественной войны, Герой Советского Союза.
- 2 января — Михаил Борисенко (66) — советский учёный в области разработки систем управления, Герой Социалистического Труда.
- 2 января — Хамидулла Насыбуллин (64) — Полный кавалер Ордена Славы.
- 3 января — Михаил Занин (68) — Полный кавалер Ордена Славы.
- 3 января — Георгий Круглов (78) — латвийский художник-керамист и химик.
- 5 января — Иван Балашов (76) — участник Великой Отечественной войны, Герой Советского Союза.
- 6 января — Виталий Мелентьев (67) — русский советский писатель.
- 7 января — Ефим Кравцов (73) — младший лейтенант Советской Армии, участник Великой Отечественной войны, Герой Советского Союза.
- 7 января — Виктор Медведев (61) — участник Великой Отечественной войны, Герой Советского Союза.
- 8 января — Эрик Кумари (71) — советский эстонский учёный-орнитолог и эколог.
- 8 января — Фотий Морозов (64) — участник Великой Отечественной войны, Герой Советского Союза.
- 8 января — Павел Недосекин (79) — военный лётчик и военачальник.
- 8 января — Всеволод Шпиллер (81) — священник Болгарской Православной Церкви.
- 9 января — Пётр Яровой (66) — Герой Советского Союза.
- 10 января — Абдразяков Абдулхак (68) — советский политический деятель, председатель СМ Татарской АССР (1959—1966).
- 10 января — Сергей Герасимов (71) — Полный кавалер Ордена Славы.
- 10 января — Александр Михайлов (62) — Герой Советского Союза.
- 11 января — Иосиф Дьяков (80) — Герой Советского Союза.
- 11 января — Борис Колчин (69) — советский археолог и историк.
- 12 января — Марина Чечнева (62) — лётчица, Герой Советского Союза.
- 13 января — Михаил Рябошапка (65) — Герой Советского Союза.
- 14 января — Пауль Бен-Хаим (86) — израильский композитор, дирижёр, педагог; один из основоположников израильской музыкальной культуры.
- 14 января — Рэй Крок (81) — американский предприниматель, в 1954 возглавивший корпорацию «McDonald’s» и сделавший её лидером мировой фастфуд-индустрии.
- 15 января — Ростислав Захаров (77) — советский балетмейстер.
- 15 января — Владимир Пасиков (61) — Полный кавалер ордена Славы.
- 16 января — Иван Барченко-Емельянов (69) — Герой Советского Союза.
- 16 января — Пётр Рубан (33) — Герой Советского Союза.
- 16 января — Николай Яненко (62) — выдающийся советский математик, геометр и механик.
- 18 января — Пантелеймон Пономаренко (81) — видный советский партийный и государственный деятель, генерал-лейтенант.
- 20 января — Джонни Вайсмюллер (79) — американский спортсмен-пловец, пятикратный олимпийский чемпион, а также актёр, самый известный исполнитель роли Тарзана.
- 20 января — Иван Лысенко (69) — Герой Советского Союза.
- 21 января — Михаил Лесечко (74) — советский государственный деятель.
- 21 января — Джеки Уилсон (49) — афроамериканский певец, работавший на стыке ритм-энд-блюза и рок-н-ролла, исполнитель песни «Reet Petite (The Sweetest Girl in Town)».
- 21 января — Алан Маршалл (81) — австралийский писатель.
- 23 января — Сэмюэл Гарднер (92) — американский скрипач и композитор российского происхождения.
- 24 января — Фёдор Дьячков (71) — участник Великой Отечественной войны, Герой Советского Союза.
- 25 января — Андрей Булинский (74) — советский кинооператор. Заслуженный деятель искусств БССР.
- 25 января — Алексей Гвоздев (60) — участник Великой Отечественной войны, Герой Советского Союза.
- 25 января — Михаил Михальков (66) — старшина Рабоче-крестьянской Красной Армии, участник Великой Отечественной войны, Герой Советского Союза.
- 26 января — Иван Вернигоренко (65) — Герой Советского Союза.
- 26 января — Иван Грицов (81) — Герой Советского Союза.
- 26 января — Самсон Глязер — советский фигурист.
- 27 января — Махмут Аминов (58) — Герой Социалистического Труда.
- 28 января — Пётр Гостищев (58) — Герой Советского Союза.
- 29 января — Броне Буйвидайте (88) — литовская поэтесса.
- 29 января — Борис Мазурмович (79) — украинский зоолог, историк биологии.
- 30 января — Иосиф Гутник (72) — Герой Советского Союза.
- 31 января — Иван Григорьев (77) — график, живописец, педагог, член Союза художников СССР.
- 31 января — Артур Ринне (73) — эстонский оперный и эстрадный певец.

### Без точных дат
- Анна Кравченко (94) — член КПСС, главный библиотекарь ГБЛ.

## Февраль
- 1 февраля — Эгонс Бесерис (51) — советский латвийский актёр.
- 2 февраля — Шадман Умаров (65) — участник Великой Отечественной войны, Герой Советского Союза.
- 3 февраля — Александр Афанасьев (74) — старший сержант Рабоче-крестьянской Красной Армии, участник Великой Отечественной войны, Герой Советского Союза.
- 3 февраля — Георгий Мушников (60) — участник Великой Отечественной войны, Герой Советского Союза.
- 4 февраля — Иван Белопольский (75) — участник Великой Отечественной войны, Герой Советского Союза.
- 4 февраля — Тигран Тер-Мартиросян (77) — российский и армянский композитор и музыкальный педагог.
- 5 февраля — Тимофей Бродин — Полный кавалер ордена Славы.
- 6 февраля — Василий Дмитриев (78) — Герой Советского Союза.
- 6 февраля — Михаил Еншин (83) — Герой Советского Союза.
- 8 февраля — Евгений Журавлёв (73) — советский учёный-химик.
- 8 февраля — Ефим Субботин (65) — Герой Советского Союза.
- 8 февраля — Давид Федов (68) — молдавский советский композитор, пианист и дирижёр.
- 9 февраля — Юрий Андропов (69) — глава КГБ СССР (1967—1982), генеральный секретарь ЦК КПСС в 1982—1984.
- 9 февраля — Анна Белик (78) — сельскохозяйственный деятель, Герой Социалистического Труда.
- 9 февраля — Артемий Старченко (63) — Герой Советского Союза.
- 10 февраля — Пётр Лавров — русский художник, график-иллюстратор.
- 10 февраля — Иван Хоменко (63) — Герой Советского Союза.
- 10 февраля — Владимир Шинкаренко (58) — Полный кавалер Ордена Славы.
- 11 февраля — Ольга Алёшина (72) — украинский советский архитектор.
- 11 февраля — Иван Боченков (75) — Герой Советского Союза.
- 12 февраля — Абдулахад Кахаров (70) — советский партийный и государственный деятель, председатель Совета Министров Таджикской ССР (1961—1973).
- 12 февраля — Хулио Кортасар (69) — аргентинский писатель и поэт, представитель направления «магический реализм».
- 12 февраля — Алексей Ксынкин (60) — Герой Советского Союза.
- 12 февраля — Анна Андерсон (87) — одна из наиболее известных женщин, выдававших себя за великую княжну Анастасию, дочь последнего российского императора Николая II.
- 13 февраля — Иван Арсеньев (65) — Герой Советского Союза.
- 13 февраля — Василий Кореньков (70) — Герой Советского Союза.
- 13 февраля — Соломон Томсинский (78) — советский историк, педагог, исследователь социально-экономической истории Урала.
- 13 февраля — Александр Шаров (74) — русский советский писатель-фантаст и детский писатель.
- 13 февраля — Дмитрий Благой (91) — советский литературовед-пушкинист.
- 14 февраля — Антон Панарин (73) — Герой Советского Союза.
- 15 февраля — Ростислав Захаров (76) — русский балетмейстер, режиссёр и педагог.
- 15 февраля — Саркис Мартиросян (83) — Герой Советского Союза.
- 17 февраля — Павел Батицкий (73) — советский военачальник, Герой Советского Союза (1965), Маршал Советского Союза (1968).
- 17 февраля — Бенсон, Люсиль (69) — американская актриса.
- 18 февраля — Сергей Ермолинский (83) — советский киносценарист.
- 19 февраля — Моисей Корец (75) — физик, популяризатор физики.
- 20 февраля — Фикрет Амиров (61) — азербайджанский советский композитор, педагог. Народный артист СССР.
- 21 февраля — Михаил Шолохов (78) — советский писатель, лауреат Нобелевской премии (1965).
- 22 февраля — Саттар Имашев (59) — советский партийный и государственный деятель.
- 22 февраля — Григорий Левченко (83) — красноармеец Рабоче-крестьянской Красной Армии, участник Великой Отечественной войны, Герой Советского Союза.
- 22 февраля — Дмитрий Сигаков (62) — Герой Советского Союза.
- 22 февраля — Василий Стасюк (70) — Герой Советского Союза.
- 23 февраля — Пётр Томасевич (59) — Герой Советского Союза.
- 26 февраля — Иван Гарднер — историк, исследователь русского церковного пения, православный регент.
- 26 февраля — Константин Данькевич (78) — советский украинский композитор, дирижёр, пианист, педагог.
- 26 февраля — Георгий Инасаридзе (63) — Герой Советского Союза.
- 27 февраля — Евгений Катонин (94) — советский архитектор.
- 28 февраля — Владимир Вдовенко (59) — участник Великой Отечественной войны, Герой Советского Союза.
- 29 февраля — Салькен Дауленов (77) — советский партийный деятель, председатель Совета Министров Казахской ССР.

## Март
- 3 марта — Лама Еше (48—49) — мастер тибетского буддизма традиции гелуг, духовный наставник международной сети буддийских центров ФПМТ.
- 3 марта — Михаил Токаренко (65) — участник Великой Отечественной войны, Герой Советского Союза.
- 6 марта — Мартин Нимёллер (92) — протестантский теолог, антифашист.
- 7 марта — Владимир Козловский (66) — русский советский писатель.
- 7 марта — Иван Музалёв (63) — участник Великой Отечественной войны, Герой Советского Союза.
- 8 марта — Иван Заволоко (86) — деятель старообрядчества, историк, краевед, собиратель русских древностей.
- 8 марта — Рубен Степанян (81) — армянский советский композитор и дирижёр.
- 9 марта — Ксанфий Кузнецов (70) — советский скульптор.
- 9 марта — Ханна Штурм (93) — австрийская активистка, профсоюзный деятель и борец за мир.
- 10 марта — Иван Ступин (79) — участник Великой Отечественной войны, Герой Советского Союза.
- 11 марта — Алексей Кардашин (63) — участник Великой Отечественной войны, Герой Советского Союза.
- 11 марта — Андрей Сулима (66) — участник Великой Отечественной войны, Герой Советского Союза.
- 12 марта — Михаил Лобанов (82) — советский военный инженер.
- 12 марта — Николай Шепелев (60) — участник Великой Отечественной войны, Герой Советского Союза.
- 13 марта — Алексей Астахов (80) — российский металлург, директор Таганрогского металлургического завода, лауреат Государственной премии СССР.
- 14 марта — Ованес Шираз (68) — армянский поэт, общественный деятель.
- 15 марта — Пётр Беликов (68) — майор Советской Армии, участник Великой Отечественной войны, Герой Советского Союза.
- 15 марта — Михаил Кириллов[уточнить] (72) — участник Великой Отечественной войны, Герой Советского Союза.
- 15 марта — Вардкес Рустамян (75) — участник Великой Отечественной войны, Герой Советского Союза.
- 15 марта — Идрисс Мискин (35) — чадский политический и государственный деятель.
- 16 марта — Николай Сорокин (84) — советский шахматист, мастер спорта СССР.
- 17 марта — Константин Бадигин (73) — участник Великой Отечественной войны, Герой Советского Союза.
- 17 марта — Андрей Брюк (78) — металлург, Герой Социалистического Труда.
- 18 марта — Лев Буковский (73) — латвийский и советский скульптор, народный художник Латвийской ССР.
- 20 марта — Николай Рыков (73) — советский и российский учёный, педагог, биолог, доктор педагогических наук, профессор.
- 21 марта — Иван Руссиянов (83) — участник Великой Отечественной войны, Герой Советского Союза.
- 23 марта — Василий Крикливый (69) — капитан Советской Армии, участник Великой Отечественной войны, Герой Советского Союза.
- 23 марта — Александр Максимов (69) — участник Великой Отечественной войны, Герой Советского Союза.
- 23 марта — Мамасалы Тешебаев (60) — участник Великой Отечественной войны, Герой Советского Союза.
- 23 марта — Николай Трегуб (41) — украинский художник-авангардист.
- 24 марта — Борис (Яковкевич) (82) — архиерей Украинской греко-православной церкви Канады.
- 25 марта — Николай Николаенко (66) — Герой Советского Союза.
- 27 марта — Борис Булат (71) — участник Великой Отечественной войны, Герой Советского Союза.
- 27 марта — Сергей Заикин (69) — участник Великой Отечественной войны, Герой Советского Союза.
- 28 марта — Эммануил Евзерихин(72) — фотожурналист, классик советской фотографии.
- 31 марта — Алексей Рязанцев (68) — участник Великой Отечественной войны, Герой Советского Союза.

## Апрель
- 1 апреля — Элизабет Гоудж (83) — английская писательница, автор повестей, рассказов и детских книг.
- 1 апреля — Марвин Гэй (англ. Marvin Pentz Gaye, Jr., 44) — американский певец, аранжировщик, музыкант-мультиинструменталист, автор песен и музыкальный продюсер.
- 1 апреля — Александр Петров (63) — Герой Советского Союза.
- 3 апреля — Михаил Михайличенко (84) — Герой Советского Союза.
- 3 апреля — Илья Мусатов (63) — Герой Советского Союза.
- 3 апреля — Александер Пленснер (91) — штандартенфюрер СС, полковник латвийской армии.
- 4 апреля — Олег Антонов (78) — советский авиаконструктор, доктор технических наук.
- 4 апреля — Александр Федотов (51) — заслуженный лётчик-испытатель СССР, Герой Советского Союза.
- 5 апреля — Григорий Денисов (69) — советский работник сельского хозяйства, комбайнёр, Герой Социалистического Труда.
- 6 апреля — Григорий Китастый (77) — украинский музыкант, бывший дирижёр и руководитель Украинской капеллы бандуристов имени Тараса Шевченко в США, Герой Украины (2008, посмертно).
- 6 апреля — Петренко, Степан Васильевич (61) — Герой Советского Союза.
- 7 апреля — Иван Савченко (64) — Герой Социалистического Труда.
- 8 апреля — Пётр Капица (89) — физик, член Президиума АН СССР (с 1957), Лауреат Нобелевской премии по физике (1978).
- 9 апреля — Леонид Зусман (77) — советский художник-график, художник книги, театральный художник.
- 9 апреля — Иван Никифоров (78) — советский учёный в области физической культуры.
- 12 апреля — Николай Чичикало (63) — Герой Советского Союза.
- 12 апреля – Эдвард Сокоине (45) – премьер-министр Танзании.
- 13 апреля — Иван Жегалин (79) — советский политический деятель, 1-й секретарь Сталинградского областного комитета КПСС (1955—1960).
- 13 апреля — Валдис Калныньш (51) — латвийский архитектор.
- 13 апреля — Вениамин Тольба (74) — украинский советский дирижёр и музыкальный педагог.
- 13 апреля — Кристофер Уайлдер (39) — американский серийный убийца.
- 14 апреля — Иван Агеев (75) — Герой Советского Союза.
- 14 апреля — Андрей Ефимов (78) — советский офицер, Герой Советского Союза.
- 15 апреля — Николай Аносов (60) — Герой Советского Союза.
- 15 апреля — Константин Иванов (77) — советский дирижёр.
- 17 апреля — Вениамин Альбетков (66) — Герой Советского Союза.
- 17 апреля — Александр Рогачёв (71) — советский археолог, исследователь палеолита; доктор исторических наук.
- 19 апреля — Пётр Антипов (65) — Герой Советского Союза.
- 19 апреля — Николай Елизаров (77) — советский актёр театра и кино.
- 19 апреля — Ефросинья Зенькова (60) — подпольщица, секретарь Обольской подпольной комсомольской организации «Юные мстители». Герой Советского Союза.
- 19 апреля — Василий Фёдоров (66) — русский советский поэт.
- 20 апреля — Феликс Соболев — советский режиссёр.
- 21 апреля — Марсель Янко (88) — израильский и румынский художник, архитектор и писатель.
- 22 апреля — Александр Андриянов (71) — Герой Советского Союза.
- 22 апреля — Алексей Лискин (60) — Полный кавалер Ордена Славы.
- 23 апреля — Бронислав Кежун (69) — советский поэт, переводчик.
- 25 апреля — Михаил Андриасов (69) — русский советский писатель, журналист и публицист.
- 25 апреля — Валентин Маланчук — украинский советский партийный и научный деятель.
- 26 апреля — Николай Цытович (83) — советский ученый в области механики грунтов.
- 27 апреля — Николай Жуков (63) — Герой Советского Союза.
- 30 апреля — Зельда Шнеерсон-Мишковски (70) — израильская поэтесса.

## Май
- 1 мая — Николай Некрасов (78) — советский экономист, академик АН СССР.
- 2 мая — Борис Гарин (63) — советский лётчик, Герой Советского Союза.
- 2 мая — Анатолий Лебедев (60) — участник Великой Отечественной войны, полный кавалер ордена Славы.
- 3 мая — Агаширин Джафаров (77) — Герой Советского Союза.
- 3 мая — Борис Котик (63) — русский советский живописец, баталист.
- 3 мая — Иван Румянцев (61) — Герой Советского Союза.
- 3 мая — Фёдор Удодов (73) — Полный кавалер Ордена Славы.
- 4 мая — Мария Воробьёва-Стебельская (92) — русская художница и мемуаристка польского происхождения, принадлежала к Парижской школе.
- 6 мая — Алексей Тихий — украинский правозащитник.
- 6 мая — Борис Чернышёв (59) — Герой Советского Союза.
- 7 мая — Альберт Беккер (87) — австро-аргентинский шахматист.
- 7 мая — Иван Заволоко (86) — выдающийся деятель старообрядчества, наставник, историк, краевед, фольклорист, собиратель русских древностей, педагог и просветитель.
- 7 мая — Андрей Фролов (66) — Герой Советского Союза.
- 8 мая — Борис Антоненко-Давыдович (84) — советский и украинский писатель.
- 8 мая — Владимир Скляренко (76) — советский театральный режиссёр и педагог, теоретик театральной режиссуры.
- 9 мая — Борис Меньшагин (82) — советский коллаборационист.
- 9 мая — Харий Мисиньш (66) — советский и латвийский театральный и киноактёр, режиссёр, вокальный исполнитель.
- 9 мая — Сергей Сальников (58) — советский футболист, нападающий.
- 11 мая — Иван Астахов (69) — Герой Советского Союза.
- 11 мая — Александр Ганзбург (80) — начальник всех электромонтажных работ на Метрострое 30-х годов, начальник многих строительных трестов СССР.
- 12 мая — Виктор Корнер (72) — Герой Советского Союза.
- 13 мая — Тихон Журавлёв (86) — член КПСС (1916—1984), партийный деятель[источник?].
- 13 мая — Станислав Улам (75) — польский математик.
- 13 мая — Иван Чернухин (71) — Герой Советского Союза.
- 13 мая — Иван Шевченко (67) — Герой Советского Союза.
- 14 мая — Георгий Караев (92) — советский военный историк.
- 14 мая — Дмитрий Тюркин (63) — Герой Советского Союза.
- 15 мая — Исай Лукодьянов (70) — советский российский писатель-фантаст.
- 16 мая — Ирвин Шоу (71) — американский писатель и киносценарист, автор романов «Молодые львы», «Ночной портье» и др.
- 17 мая — Борис Смирнов (73) — Герой Советского Союза.
- 17 мая — Владимир Уткин (47) — украинский и русский писатель, геолог.
- 18 мая — Александр Богданов (33) — майор погранвойск КГБ СССР, участник Афганской войны, Герой Советского Союза.
- 18 мая — Семён Романов (62) — Герой Советского Союза.
- 19 мая — Валерий Воронин (44) — советский футболист, полузащитник.
- 19 мая — Пётр Мельников (69) — Герой Советского Союза.
- 19 мая — Василий Соловьёв (75) — Полный кавалер Ордена Славы.
- 19 мая — Валентина Чистякова (84) — украинская советская театральная актриса и педагог.
- 21 мая — Андреа Лидс (69) — американская актриса, номинантка на премию «Оскар» в 1937 году.
- 21 мая — Сесиль Такаишвили (77) — советская актриса театра и кино, народная артистка СССР.
- 22 мая — Макай Джунусов (78) — советский государственный и партийный деятель, 1-й секретарь Актюбинского областного комитета КП(б) Казахстана (1937—1938)[источник не указан 3394 дня].
- 24 мая — Алексей Кубасов (79) — советский военачальник.
- 25 мая — Анатолий Кригер (73) — выдающийся советский автомобильный конструктор, доктор технических наук, четырежды лауреат Государственной премии СССР.
- 25 мая — Леонид Крушинский (72) — советский учёный-биолог, член-корреспондент АН СССР.
- 25 мая — Виталий Станьков (62) — российско-латвийский трубач.
- 26 мая — Таджиали Бабаев (76) — Герой Советского Союза.
- 26 мая — Иван Бешнов (61) — Полный кавалер ордена Славы.
- 26 мая — Александр Стариковский (69) — Герой Советского Союза.
- 28 мая — Леоинд Кристи (73) — советский режиссёр документального кино.
- 28 мая — Александр Медведев (65) — Герой Советского Союза.

## Июнь
- 1 июня — Архип Люлька (76) — советский учёный и конструктор авиационных двигателей.
- 2 июня — Николай Верзилин (81) — писатель-натуралист, педагог, член-корреспондент Академии педагогических наук.
- 4 июня — Иван Дорохин (75) — Герой Советского Союза.
- 5 июня — Василий Сенько (62) — дважды Герой Советского Союза.
- 6 июня — Михаил Замула (69) — Герой Советского Союза.
- 6 июня — Артур Бертрам Чандлер (72) — известный австралийский писатель-фантаст английского происхождения.
- 8 июня — Дмитрий Супонин (65) — Герой Советского Союза.
- 9 июня — Сергей Дуплий (79) — полковник Советской Армии, участник Великой Отечественной войны, Герой Советского Союза.
- 9 июня — Владимир Чивилихин (56) — русский писатель, лауреат государственных премий.
- 9 июня — Пётр Шакурин (66) — Герой Советского Союза.
- 10 июня — Яков Власюков (77) — красноармеец Рабоче-крестьянской Красной Армии, участник Великой Отечественной войны, Герой Советского Союза.
- 10 июня — Алексей Зубков (70) — один из редакторов военно-морской исторической серии журнала «Техника — молодёжи»
- 10 июня — Василий Клементьев (71) — советский строитель, механизатор-экскаваторщик, Герой Социалистического Труда.
- 11 июня — Всеволод Сергеев (67) — Герой Советского Союза.
- 11 июня — Энрико Берлингуэр (62) — деятель итальянского коммунистического движения.
- 12 июня — Владимир Артюх (76) — Герой Советского Союза.
- 12 июня — Иосиф Амусин (73) — советский историк, гебраист, кумрановед, папиролог, доктор исторических наук.
- 12 июня — Пётр Барановский (92) — российский, советский архитектор, реставратор памятников древнерусского зодчества, основатель музея в Коломенском и Музея имени Андрея Рублёва в Андрониковом монастыре.
- 12 июня — Иван Кольцов (71) — Герой Советского Союза.
- 12 июня — Иоанн Корниевский (74) — русский католический священник византийского обрда, участник Русского апостолата, деятель Русского Зарубежья.
- 12 июня — Сергей Очаковский (60) — полный кавалер ордена Славы.
- 12 июня — Иван Петров — Герой Советского Союза.
- 13 июня — Андрей Милованов (71) — Герой Советского Союза.
- 15 июня — Александр Дашкевич (72) — русский советский живописец, декоратор и реставратор, член Ленинградского Союза художников.
- 16 июня — Мамедзра Дадашев (74) — сельскохозяйственный работник, Герой Социалистического Труда.
- 16 июня — Александр Тарасов (57) — советский пятиборец, олимпийский чемпион.
- 17 июня — Сигизмунд Кац (76) — советский композитор.
- 17 июня — Клавдия Шульженко (78) — певица, актриса театра и кино, народная артистка СССР (1971).
- 19 июня — Шейдабек Мамедов (61) — советский философ, специалист по истории философии Закавказья и Средней Азии.
- 19 июня — Василий Осипов (78) — Герой Социалистического Труда.
- 19 июня — Станислав Роголев — самый кровавый маньяк Латвии советского периода.
- 21 июня — Александр Коваленко (75) — советский лётчик, герой Великой Отечественной войны, Герой Советского Союза.
- 21 июня — Григорий Ударцев (65) — герой Великой Отечественной войны, Герой Советского Союза.
- 22 июня — Василий Дытюк (66) — полковник Советской Армии, участник Великой Отечественной войны, Герой Советского Союза.
- 22 июня — Пётр Полянский (60) — участник Великой Отечественной войны, Герой Советского Союза.
- 23 июня — Александр Гагаринов (66) — Полный кавалер Ордена Славы.
- 23 июня — Янис Паулюкс (77) — советский и латвийский художник.
- 23 июня — Александр Семёнов (62) — советский художник, живописец, пейзажист.
- 24 июня — Аркаш Багай (80) — удмуртский советский прозаик, поэт, переводчик, фольклорист.
- 24 июня — Борис Мошков (62) — Герой Советского Союза, участник Великой Отечественной войны.
- 25 июня — Иван Юфимов (61) — Герой Советского Союза, участник Великой Отечественной войны.
- 25 июня — Мишель Фуко (57) — французский философ, теоретик культуры и историк.
- 28 июня — Игаэль Ядин (67) — второй начальник Генерального штаба Армии Обороны Израиля, выдающийся израильский археолог и политический деятель.
- 29 июня — Александр Красовский (75) — советский автогонщик.
- 29 июня — Виктор Романов (57) — советский режиссёр, актёр, педагог и государственный деятель.
- 30 июня — Бегежан Сулейменов (71) — советский казахский историк.
- 30 июня — Лилиан Хеллман (79) — американская писательница, сценарист и драматург.

## Июль
- 1 июля — Иосиф Иохвидов (64) — советский математик школы М. Г. Крейна.
- 1 июля — Фёдор Хребтов (77) — Герой Советского Союза.
- 1 июля — Моше Фельденкрайз (80) — основатель метода Фельденкрайза.
- 1 июля — Честер Гэйлорд (англ. Chester Gaylord) (1899-1984), американский певец.
- 5 июля — Александр Васильев (81) — советский военный разведчик и военный дипломат.
- 6 июля — Гавриил Зданович (84) — советский военный деятель, Генерал-майор. Герой Советского Союза.
- 6 июля — Вильгельмина Уайли — австралийская пловчиха, призёр Олимпийских игр.
- 7 июля — Александр Новиков (63) — Герой Советского Союза.
- 8 июля — Брассай (84) — венгерский и французский фотограф, художник и скульптор.
- 8 июля — Михаил Маскаев (65) — Герой Советского Союза.
- 9 июля — Андрей Бородин (71) — советский государственный и партийный деятель,1-й секретарь Кустанайского областного комитета КП Казахстана (1964—1981), Герой Социалистического Труда.
- 9 июля — Ганс Зедльмайр (88) — австрийский историк и теоретик искусства.
- 9 июля — Владимир Линник (95) — советский оптик, академик АН СССР.
- 9 июля — Александр Рогачёв (68) — русский советский поэт.
- 10 июля — Владимир Энгельгардт (89) — советский биохимик.
- 12 июля — Александр Белкин (65) — Герой Советского Союза.
- 12 июля — Рафаил Капрэлян (75) — Герой Советского Союза, заслуженный лётчик-испытатель СССР, мастер спорта СССР международного класса, подполковник.
- 14 июля — Семен Мельников (82) — Герой Советского Союза.
- 14 июля — Зосима Шашков (79) — советский государственный деятель, первый нарком речного флота СССР.
- 15 июля — Пётр Капралов (73) — Герой Советского Союза.
- 15 июля — Афанасий Чумов (83) — Герой Советского Союза.
- 16 июля — Алексей Кондратович (64) — советский писатель, литературный критик, заместитель главного редактора журнала «Новый мир».
- 16 июля — Михаил Паньков (60) — полный кавалер Ордена Славы.
- 17 июля — Газанфар Алиев (57) — Герой Социалистического Труда.
- 17 июля — Яков Геронимус — украинский учёный в области теоретической и прикладной механики.
- 17 июля — Василий Мухин (66) — подполковник Советской Армии, участник Великой Отечественной войны, Герой Советского Союза.
- 18 июля — Ирвинг Агус (74) — деятель в области еврейского образования, специалист в области еврейской истории в средние века. Почетный профессор Иешива-университета.
- 18 июля — Эдуард Бредун (49) — советский актёр театра и кино.
- 18 июля — Григорий Кроманов (58) — эстонский кинорежиссёр.
- 19 июля — Фаина Раневская (87) — советская актриса театра и кино; народная артистка СССР (1961).
- 20 июля — Сергей Громков (66) — Полный кавалер ордена Славы.
- 22 июля — Иосиф Дик (61) — русский советский детский писатель.
- 22 июля — Георгий Калатозишвили (54) — грузинский кинооператор, кинорежиссёр, актёр и сценарист.
- 23 июля — Василий Толстов (60) — Герой Советского Союза.
- 24 июля — Сергей Синьков (74) — Герой Советского Союза.
- 25 июля — Владимир Корецкий (94) — советский юрист-международник, специалист в области международного частного права и всеобщей истории государства и права, академик АН УССР (1948).
- 25 июля — Владимир Короткевич (53) — белорусский писатель, поэт, создатель белорусского исторического романа.
- 26 июля — Василий Борисенко (80) — белорусский советский литературовед, критик, педагог.
- 26 июля — Джордж Гэллап (82) — учёный, журналист, статистик, педагог, автор научных методов изучения общественного мнения.
- 27 июля — Александр Волков (97) — русский, советский художник, один из основоположников современного искусства Средней Азии.
- 27 июля — Игорь Савицкий (68) — советский художник, реставратор, этнограф.
- 27 июля — Луитпольд Штейдле — германский офицер, политический деятель ГДР.
- 28 июля — Виктор Добровольский (78) — советский актёр, народный артист СССР.
- 28 июля — Зиновий Бабий (49) — великий оперный и камерный певец (драматический тенор), педагог.
- 29 июля — Виктор Добровольский (78) — советский актёр, народный артист СССР.
- 29 июля — Юлий Рест-Шаро (77) — советский драматург, журналист, переводчик, прозаик и сценарист, Член Союза писателей СССР.
- 29 июля — Александр Спицын (69) — Полный кавалер ордена Славы.
- 30 июля — Михаил Гавронский (80) — советский режиссёр научно-популярных фильмов, актёр.
- 30 июля — Юрий Летунов (57) — выдающийся советский журналист, создатель круглосуточной радиостанции «Маяк».

## Август
- 2 августа — Ниязи Зульфугар оглы Тагизаде-Гаджибеков (71) — азербайджанский композитор и дирижёр.
- 2 августа — Евгений Трегуб (63) — украинский советский живописец, график.
- 3 августа — Владимир Тендряков (60) — русский писатель.
- 4 августа — Николай Игнатьев (66) — участник Великой Отечественной войны, Герой Советского Союза.
- 5 августа — Ричард Бартон (58) — британский актёр.
- 6 августа — Лазарь Гуревич (63) — заслуженный тренер СССР по гандболу.
- 7 августа — Аркадий Штейнберг (76) — русский поэт, переводчик, художник.
- 8 августа — Ашот Мелкумян (61) — Полный кавалер Ордена Славы.
- 8 августа — Авраам Эвен-Шошан (77) — израильский лексикограф, педагог, писатель, переводчик, редактор.
- 9 августа — Григорий Калиниченко (75) — красноармеец Рабоче-крестьянской Красной Армии, участник Великой Отечественной войны, Герой Советского Союза.
- 9 августа — Вадим Покшишевский (78) — советский зкономикогеограф.
- 10 августа — Анатолий Акимов (69) — советский футболист, вратарь. Заслуженный мастер спорта СССР.
- 10 августа — Иссак Китроссер (84) — французский фотограф, изобретатель в области фотографии, инженер.
- 11 августа — Владимир Левшин (79) — советский детский писатель, математик по профессии.
- 11 августа — Пауль Шмидт (67) — немецкий шахматист, международный мастер.
- 12 августа — Георгий Боресков (77) — советский физико-химик.
- 12 августа — Маргарет Сазерленд (86) — австралийский композитор.
- 13 августа — Николай Бабаев (60) — Герой Советского Союза.
- 13 августа — Георгий Градов (73) — советский архитектор, заслуженный архитектор РСФСР.
- 13 августа — Моисей Гин (65) — советский литературовед.
- 13 августа — Пётр Грузинский (64) — грузинский советский сценарист, поэт, киноактёр, заслуженный артист Грузинской ССР.
- 13 августа — Нина Хрущёва (84) — жена Никиты Хрущёва.
- 14 августа — Кирилл Жигульский (70) — Герой Советского Союза.
- 14 августа — Тигран Петросян (55) — 9-й чемпион мира по шахматам.
- 14 августа — Джон Пристли (89) — английский романист, эссеист, драматург и театральный режиссёр.
- 15 августа — Ежи Загурский (76) — польский поэт и литератор, Праведник мира.
- 16 августа — Владимир Максименко (61) — Герой Советского Союза.
- 16 августа — Назар Приходько (68) — Герой Советского Союза.
- 18 августа — Пётр Золин (62) — капитан Рабоче-крестьянской Красной Армии, участник Великой Отечественной войны, Герой Советского Союза, лишён всех званий и наград.
- 18 августа — Александр Янковский (62) — участник Великой Отечественной войны, полный кавалер ордена Славы.
- 19 августа — Марианна Бет — австрийская еврейка, адвокат и феминистка.
- 19 августа — Иван Шмыг (60) — Герой Советского Союза.
- 20 августа — Александр Иванов (86) — советский кинорежиссёр.
- 20 августа — Сергей Северов (60) — советский футболист, защитник.
- 21 августа — Григорий Шевченко (62) — Герой Советского Союза.
- 23 августа — Семен Вильховский (79) — советский военный деятель, полковник. Герой Советского Союза.
- 23 августа — Степан Ножка (69) — Герой Советского Союза.
- 24 августа — Николай Соколов (60) — Герой Советского Союза.
- 25 августа — Алексей Кулак (62) — полковник государственной безопасности СССР.
- 25 августа — Труман Капоте (59) — американский романист и новеллист.
- 25 августа — Виктор Чукарин (62) — выдающийся украинский советский гимнаст, заслуженный мастер спорта СССР, олимпийский чемпион.
- 26 августа — Александр Бородулин (63) — советский инженер-конструктор, организатор лабораторно-конструкторских испытаний ядерных зарядов и боеприпасов.
- 27 августа — Исаак Баренбойм (73) — советский теоретик и практик мостостроения, управляющий «Мостотрестом-1».
- 27 августа — Пётр Однобоков (62) — Герой Советского Союза.
- 28 августа — Михаил Канунников (74) — советский политический деятель, 1-й секретарь Псковского областного комитета ВКП(б) — КПСС (1951—1961).
- 28 августа — Александр Философов (59) — Герой Советского Союза.
- 29 августа — Александр Медведев (68) — советский археолог.
- 31 августа — Моше Черняк (74) — международный мастер по шахматам.

## Сентябрь
- 1 сентября — Борис Соколов (86) — советский украинский агроном, растениевод-селекционер, доктор сельскохозяйственных наук.
- 2 сентября — Сергей Мартинсон (85) — актёр советского театра и кино, народный артист РСФСР (1964).
- 3 сентября — Андрей Дементьев (67) — Герой Советского Союза.
- 4 сентября — Фёдор Богатырчук (91) — украинский, советский шахматист.
- 4 сентября — Генрик Ловмянский (86) — польский учëный, историк-медиевист, славист.
- 4 сентября — Лев Славин (87) — русский советский драматург, писатель, сценарист.
- 5 сентября — Николай Аргунов (85) — советский военачальник, генерал-майор
- 5 сентября — Валерий Агафонов (43) — исполнитель старинного романса.
- 5 сентября — Леонид Костандов (68) — советский политический и государственный деятель.
- 5 сентября — Артур Фринберг (68) — советский и латвийский певец.
- 6 сентября — Зигфрид Солманис (71) — советский шахматист.
- 6 сентября — Иван Сидоренко (76) — Герой Советского Союза.
- 7 сентября — Александр Жаров (80) — советский поэт и поэт-песенник.
- 7 сентября — Лиам О’Флаэрти (88) — англо-ирландский писатель-новеллист, один из ярких представителей «кельтского возрождения».
- 7 сентября — Иосиф Слипый (92) — кардинал, верховный архиепископ Львовский.
- 9 сентября — Андрей Лужецкий (79) — Герой Советского Союза.
- 9 сентября — Александр Морозов (78) — Полный кавалер ордена Славы.
- 12 сентября — Василий Волгин (64) — Герой Советского Союза.
- 13 сентября — Тихон Абабков (76) — советский политический деятель, 1-й секретарь Магаданского областного комитета КПСС (1953—1958).
- 13 сентября — Иван Шевелёв (69) — Герой Социалистического Труда.
- 14 сентября — Леонид Веретенников (69) — учёный в области корабельной электроэнергетики.
- 14 сентября — Нодар Думбадзе (56) — советский грузинский писатель.
- 15 сентября — Иван Кибец — учитель, писатель, этнограф, краевед, художник, народный умелец[источник?].
- 16 сентября — Михаил Луговых (62) — полный кавалер ордена Славы.
- 17 сентября — Юрий Визбор (50) — советский бард и актёр.
- 17 сентября — Григорий Голубовский (66) — Герой Советского Союза.
- 17 сентября — Пётр Костецкий (65) — Герой Советского Союза.
- 17 сентября — Павел Полубояров (83) — Герой Советского Союза.
- 18 сентября — Андрей Бочвар (82) — советский учёный-металлург и металловед.
- 18 сентября — Михаил Кондратьев (78) — русский советский актёр театра и кино.
- 19 сентября — Николай Казаков (77) — советский учёный-инженер.
- 21 сентября — Владимир Самко (61) — Полный кавалер ордена Славы.
- 22 сентября — Михаил Августинович (71) — советский военачальник, вице-адмирал.
- 22 сентября — Иван Покровский — Герой Социалистического Труда.
- 23 сентября — Кирилл Буханцев (65) — Полный кавалер ордена Славы.
- 24 сентября — Анатолий Новиков (87) — советский композитор. Народный артист СССР.
- 25 сентября — Аксель Киппер (76) — советский и эстонский астрофизик.
- 25 сентября — Иван Кузьмичёв (73) — Герой Советского Союза.
- 26 сентября — Яков Савченко (70) — советский учёный-химик.
- 28 сентября — Алексей Дижа (62) — Полный кавалер ордена Славы.
- 29 сентября — Николай Платонов (63) — Герой Советского Союза.
- 29 сентября — Игорь Сокольский (62) — Герой Советского Союза.
- 29 сентября — Халил Хайруллин (64) — Герой Советского Союза.
- 30 сентября — Степан Кочетков (61) — Герой Советского Союза.
- 30 сентября — Иван Максимов (62) — Полный кавалер ордена Славы.

## Октябрь
- 1 октября — Николай (Юрик) — епископ Русской православной церкви, митрополит Львовский и Тернопольский.
- 2 октября — Фёдор Давыдов (77) — Герой Советского Союза.
- 2 октября — Иван Селиванов (81) — Герой Советского Союза.
- 4 октября — Даниил Эльконин (80) — советский психолог, автор оригинального направления в детской и педагогической психологии.
- 5 октября — Александр Бурба (66) — организатор промышленности и образования, учёный в области химической и металлургической технологий, кандидат технических наук.
- 5 октября — Зосим Краснов (60) — Герой Советского Союза.
- 5 октября — Максим Шматов (70) — Герой Советского Союза.
- 6 октября — Сергей Всехсвятский (79) — советский астроном.
- 6 октября — Василий Елютин (60) — Герой Советского Союза.
- 8 октября — Кирилл Стародубов (80) — выдающийся советский учёный в области теории термической обработки стали.
- 8 октября — Николай Эмануэль (69) — советский физико-химик.
- 9 октября — Виталий Закруткин (76) — русский советский писатель и литературовед.
- 9 октября — Михаил Климов (59) — Герой Советского Союза.
- 10 октября — Григорий Козлов (73) — Герой Советского Союза.
- 11 октября — Моисей Арбузов (76) — украинский советский ученый в области металлургии и технологии металлов.
- 11 октября — Андрей Матвиенко (59) — Герой Советского Союза.
- 12 октября — Георгий Суворов (65) — российский советский математик, педагог.
- 13 октября — Зиновий Виленский (84) — советский скульптор.
- 13 октября — Константин Шабуня (71) — белорусский советский историк, педагог.
- 13 октября — Меджид Шамхалов (77) — азербайджанский и советский актёр и драматург.
- 14 октября — Алексей Бурганский (67) — Полный кавалер Ордена Славы.
- 14 октября — Вера Ломако (70) — советская лётчица, участница Великой Отечественной войны.
- 15 октября — Михаил Огарёв (61) — Герой Советского Союза.
- 17 октября — Емилиан Буков (75) — молдавский советский писатель и поэт.
- 19 октября — Николай Кострюков (60) — Герой Советского Союза.
- 19 октября — Ежи Попелушко (37) — польский римско-католический священник, капеллан и активный сторонник профсоюза «Солидарность», мученик католической церкви.
- 19 октября — Иван Приходько (73) — Герой Советского Союза.
- 20 октября — Александр Блувштейн (74) — Герой Советского Союза.
- 20 октября — Поль Адриен Морис Дирак (82) — британский физик.
- 20 октября — Вадим Кожевников (75) — русский советский писатель, лауреат Государственной премии СССР, Герой Социалистического Труда.
- 21 октября — Уфа Ахмедсафин (72) — гидрогеолог, академик АН КазССР.
- 21 октября — Франсуа Трюффо (52) — французский режиссёр, киноактёр, сценарист, один из основоположников французской новой волны.
- 22 октября — Михаил Комаров (73) — Герой Советского Союза.
- 22 октября — Иван Петров (66) — Герой Советского Союза.
- 22 октября — Николай Савиных (61) — Герой Советского Союза.
- 22 октября — Арон Шиндер (72) — Герой Советского Союза.
- 23 октября — Оскар Вернер (61) — австрийский актёр театра и кино.
- 23 октября — Сергей Максименко (64) — Герой Советского Союза.
- 24 октября — Анатолий Лепин (76) — советский композитор.
- 24 октября — Пантелей Ермоленко (75) — старшина Советской Армии, участник Великой Отечественной войны, Герой Советского Союза.
- 24 октября — Абдраим Решидов (72) — Герой Советского Союза.
- 24 октября — Иосиф Фельдман — советский журналист.
- 25 октября — Иван Маркин (62) — Полный кавалер ордена Славы.
- 28 октября — Александр Целиков (80) — советский учёный-металлург.
- 29 октября — Александр Потапов (73) — начальник комбината «Артемуголь», Герой Социалистического Труда.
- 29 октября — Митрофан Слободян (65) — Герой Советского Союза.
- 29 октября — Алексей Тарасов (62) — Герой Советского Союза.
- 31 октября — Индира Ганди (66) — премьер-министр Индии в 1966—1977 и 1980—1984 годах.
- 31 октября — Эдуардо Де Филиппо (84) — итальянский комедиограф, актёр и режиссёр.
- 31 октября — Клавдия Топчиева (73) — советский физикохимик, специалист в области гетерогенного катализа, профессор, декан химического факультета МГУ.

## Ноябрь
- 1 ноября — Борис Суварин (88 или 89) — французский политический деятель и писатель, историк, коммунист.
- 2 ноября — Сали Адашев (61) — Герой Советского Союза.
- 2 ноября — Николай Старчиков (66) — Герой Советского Союза.
- 3 ноября — Эдуардас Косто Бальсис (75) — композитор и общественный деятель, народный артист СССР.
- 4 ноября — Батыр Бабаев (70) — военнослужащий советской армии, Командир батареи 118-го гвардейского артиллерийского полка, 35-й гвардейской стрелковой дивизии, 8-й гвардейской армии, 1-го Белорусского фронта. Полковник. Герой Советского Союза.
- 4 ноября — Владимир Лобанок (77) — Герой Советского Союза.
- 4 ноября — Алексей Суслов (71) — Герой Советского Союза.
- 8 ноября — Музаффар Абуталыбов (75) — азербайджанский ботаник. Доктор биологических наук, академик АН Азербайджанской ССР.
- 9 ноября — Александр Земков (66) — Герой Советского Союза.
- 9 ноября — Елена Тяпкина (84) — советская актриса театра и кино.
- 10 ноября — Ксавье Герберт (83) — австралийский писатель.
- 10 ноября — Борис Котов (61) — советский кинооператор.
- 10 ноября — Георгий Сафонов (82) — Герой Советского Союза.
- 10 ноября — Василий Скрынько (72) — Герой Советского Союза.
- 10 ноября — Александр Шубников (61) — Герой Советского Союза.
- 12 ноября — Пётр Терновой (70) — Герой Советского Союза.
- 13 ноября — Василий Лёвушкин (62) — Герой Советского Союза.
- 15 ноября — Василий Бухтияров (72) — участник Великой Отечественной войны, Герой Советского Союза.
- 15 ноября — Александр Яковлев (76) — Герой Советского Союза.
- 17 ноября — Илья Андрюхин (74) — участник Великой Отечественной войны, Герой Советского Союза.
- 17 ноября — Николай Томский (84) — советский скульптор.
- 18 ноября — Карел Клапалек (91) — чехословацкий военачальник, генерал армии, Герой Чехословацкой Социалистической Республики.
- 19 ноября — Борис Боганов (70) — Полный кавалер Ордена Славы.
- 19 ноября — Николай Зубанев (79) — Герой Советского Союза.
- 20 ноября — Александр Шевченко (76) — советский украинский металлург, член-корреспондент АН УССР.
- 21 ноября — Яков Геринг (52) — советский хозяйственный деятель, зоотехник, кандидат сельскохозяйственных наук, организатор сельскохозяйственного производства в Казахской ССР.
- 21 ноября — Павел Лещенко (77) — Герой Советского Союза.
- 21 ноября — Арвид Янсонс (70) — латвийский и советский дирижёр.
- 22 ноября — Александр Алиев (62) — Герой Советского Союза.
- 22 ноября — Алексей Ватченко (70) — партийный и государственный деятель УССР.
- 22 ноября — Николай Томский (83) — советский скульптор-монументалист.
- 24 ноября — Илья Ожиганов (73) — Герой Советского Союза.
- 25 ноября — Григорий Кухарев (66) — Герой Советского Союза.
- 27 ноября — Сергей Кузнецов (84) — советский военачальник, генерал-майор.
- 28 ноября — Александр Булгаков (74) — Герой Советского Союза.
- 29 ноября — Василий Чистяков (76) — Герой Советского Союза.
- 30 ноября — Алексей Эйснер (79) — русский поэт, переводчик, прозаик.

## Декабрь
- 1 декабря — Полина Самийленко (95) — украинская советская театральная актриса.
- 3 декабря — Павел Кутахов (70) — дважды Герой Советского Союза.
- 3 декабря — Борис Петров (70) — советский военачальник.
- 3 декабря — Владимир Рохлин (65) — советский математик.
- 4 декабря — Дмитрий Алексидзе (74) — грузинский советский театральный режиссёр. Народный артист СССР.
- 4 декабря — Пётр Деминцев (63) — советский архитектор.
- 5 декабря — Виктор Шкловский (91) — русский советский писатель, литературовед, критик, киновед и киносценарист.
- 7 декабря — Иосиф Дайлис (91) — румынский и молдавский скрипач, альтист и музыкальный педагог.
- 7 декабря — Пётр Середа (67) — участник Великой Отечественной войны, Герой Советского Союза.
- 8 декабря — Анатолий Дробаха (60) — подполковник Советской Армии, участник Великой Отечественной войны, Герой Советского Союза.
- 8 декабря — Николай Эмануэль (69) — советский физикохимик, ведущий специалист в области кинетики и механизма химических реакций.
- 8 декабря — Владимир Челомей (70) — советский учёный в области механики и процессов управления, академик АН СССР.
- 10 декабря — Алексей Махнёв (63) — участник Великой Отечественной войны, Герой Советского Союза.
- 12 декабря — Валерий Попков (78) — советский электротехник, академик АН СССР.
- 13 декабря — Николай Щёлоков (74) — советский государственный деятель, 5-й Министр внутренних дел СССР.
- 14 декабря — Иван Алексеев (61) — Герой Советского Союза.
- 14 декабря — Юрий Соколов (61) — советский торговый деятель, до 1983 года директор одного из крупнейших гастрономов Москвы «Елисеевский».
- 14 декабря — Пасарби Цеков (62) — абазинский советский поэт и писатель.
- 15 декабря — Назарий Букатевич (100) — украинский этнограф, историк, языковед.
- 15 декабря — Пётр Вавилов (66) — видный учёный в области селекции и семеноводства кормовых культур.
- 16 декабря — Гапар Айтиев (72) — один из первых советских художников-киргизов, народный художник Киргизской ССР и СССР.
- 16 декабря — Габит Кадырбеков (78) — советский политический деятель, председатель Исполнительного комитета Актюбинского областного Совета (1955—1960)[источник не указан 3394 дня].
- 16 декабря — Юозас Лингис (65) — советский литовский артист балета, танцовщик, балетмейстер, хореограф, фольклорист, балетный педагог. Народный артист СССР.
- 20 декабря — Дмитрий Устинов (76) — советский военачальник, министр обороны.
- 22 декабря — Константин Ильин (82) — советский учёный-химик.
- 22 декабря — Виктор Хасманис (92) — офицер русской и латвийской армии.
- 23 декабря — Джоан Линдси (88) — австралийская писательница и художница.
- 24 декабря — Фёдор Семиглазов (66) — Герой Советского Союза.
- 25 декабря — Андрей Буцик (78) — советский украинский историк, педагог.
- 25 декабря — Сергей Смирнов (64) — Герой Советского Союза.
- 26 декабря — Виктор Шатров (70) — Герой Советского Союза.
- 27 декабря — Евгений Забабахин (67) — советский физик.
- 27 декабря — Николай Нестерович (81) — советский белорусский учёный в области ботаники, академик Академии наук Белорусской ССР.
- 28 декабря — Константин Ершов (49) — советский актёр, режиссёр.
- 28 декабря — Исаак Кикоин (76) — физик-экспериментатор, член-корреспондент Академии наук СССР.
- 28 декабря — Кирилл Успенский — советский разведчик, писатель, лингвист, диссидент.
- 29 декабря — Алексей Духов (63) — Герой Советского Союза.
- 29 декабря — Григорий Ефименко (65) — Герой Советского Союза.
- 29 декабря — Семён Ларионов (69) — Герой Советского Союза.
- 29 декабря — Яков Масловский — советский военный деятель, генерал-майор.
- 29 декабря — Евгений Полынин (70) — Полный кавалер ордена Славы.
- 30 декабря — Михаил Музолёв (83) — Герой Советского Союза.
- 31 декабря — Николай Артюхов (61) — Герой Социалистического Труда.
- 31 декабря — Яков Шведов (79) — русский советский писатель и поэт-песенник.